# Сервантес, Алан
Алан Хосуэ Сервантес Мартин дель Кампо (исп. Alan Jhosué Cervantes Martín del Campo; родился 17 января 1998 года, Гвадалахара, Мексика) — мексиканский футболист, полузащитник клуба «Америка (Мехико)» и сборной Мексики.

## Клубная карьера
Сервантес — воспитанник клуба «Гвадалахара». Летом 2017 года для получения игровой практики Алан на правах аренды перешёл в «Леон». 23 июля в матче против «Атласа» он дебютировал в мексиканской Примере. После окончания аренды Сервантес вернулся в «Гвадалахару». 14 апреля в матче против «Тихуаны» он дебютировал за основной состав. В том же году Алан стал победителем Лиги чемпионов КОНКАКАФ

## Международная карьера
В 2015 году в составе юношеской сборной Мексики Сервантес выиграл юношеский чемпионата Северной Америки в Гондурасе. В том же году Хосе принял участие в юношеском чемпионате мира в Чили. На турнире он сыграл в матчах против команд Аргентины, Австралии, Германии, Чили, Эквадора, Нигерии и Бельгии.
В 2017 году Сервантес в составе молодёжной сборной Мексики принял участие в молодёжном чемпионате Северной Америки в Коста-Рике. На турнире он сыграл в матчах против команд Антигуа и Барбуды, Канады, США, Сальвадора и Гондураса.
В том же году Сервантес принял участие в молодёжном чемпионате мира в Южной Корее. На турнире он сыграл в матчах против команд Вануату, Германии, Венесуэлы, Сенегала и Англии.

## Достижения
Клубные
 «Гвадлахара»
- Победитель Лиги чемпионов КОНКАКАФ — 2018

Международные
 Мексика (до 17)
- Юношеский кубок КОНКАКАФ — 2015